# 别廖佐夫卡农村居民点 (别尔哥罗德州)
别廖佐夫卡农村居民点（俄语：Берёзовское сельское поселение）是俄罗斯联邦别尔哥罗德州鲍里索夫卡区所属的一个农村居民点。其下辖有4个居民点，行政中心为别廖佐夫卡。据2016年统计，该农村居民点的人口为1387人。